# The Joy of Life
The Joy of Life ist ein amerikanischer Experimentalfilm aus dem Jahr 2005 von der Regisseurin Jenni Olson. Der Film kombiniert Elemente des Essayfilms und Dokumentarfilms und behandelt Themen wie das Leben, Einsamkeit, queere Identität und Suizid auf der Golden Gate Bridge in San Francisco. „The Joy of Life“ wurde für seinen poetischen und meditativen Stil sowie für seine einzigartige Herangehensweise an ernste Themen wie psychische Gesundheit und das queere Leben in Amerika gelobt.

## Handlung
Der Film ist in zwei Teile gegliedert. Im ersten Teil reflektiert ein namenloser Erzähler über das queere Leben in San Francisco, die Stadtlandschaft und die eigene Identität. Die Kamera zeigt langsame Aufnahmen der Stadt, begleitet von einer poetischen Erzählung. Hier erforscht Olson existentielle Fragen des Lebens und porträtiert den inneren Monolog einer Person, die auf der Suche nach Identität und Zugehörigkeit ist.
Der zweite Teil konzentriert sich auf die Golden Gate Bridge, einen Ort, der für die hohe Anzahl an Suiziden bekannt ist. Der Erzähler beschreibt die Geschichte der Brücke und kommentiert die große Anzahl von Menschen, die sich von ihr gestürzt haben. Der Film thematisiert die Notwendigkeit einer Sicherheitsbarriere an der Brücke, setzt sich für Suizidpräventionsmaßnahmen ein und integriert Interviews und Fakten, um Olsons Botschaft zu unterstreichen.

## Stil und Themen
Jenni Olsons „The Joy of Life“ ist mit minimalistischen Filmtechniken gestaltet und zeigt lange, ruhige Aufnahmen von San Franciscos Landschaften und der Golden Gate Bridge. Der Film verzichtet auf eine traditionelle Erzählstruktur und Dialoge und setzt stattdessen auf eine nachdenkliche Stimme, die die Themen introspektiv und emotional erforscht.
Der Film beschäftigt sich mit Themen wie Einsamkeit, queeres Leben, Suizid und der Schönheit von San Francisco. Die Darstellung der Golden Gate Bridge als Symbol sowohl der Hoffnung als auch der Verzweiflung hebt die Ambivalenz hervor, die viele Menschen mit diesem ikonischen Bauwerk verbinden. Zudem lenkt Olson die Aufmerksamkeit auf die Notwendigkeit von Suizidprävention und plädiert für verbesserte Sicherheitsmaßnahmen an der Brücke.

## Produktion und Rezeption
„The Joy of Life“ wurde 2005 veröffentlicht und auf verschiedenen Filmfestivals gezeigt, darunter auch das Sundance Film Festival. Der Film erhielt positive Kritiken für seine innovative Herangehensweise an schwierige Themen und wurde für seinen ästhetischen und poetischen Stil gelobt. Kritiker und Zuschauer schätzten Olsons Fähigkeit, komplexe und oft tabuisierte Themen mit Sensibilität und Tiefe zu behandeln.
Der Film fand besonders in LGBTQ+ Communities großen Anklang, da er Themen wie queere Identität und psychische Gesundheit aufgriff, die oft vernachlässigt werden. „The Joy of Life“ wird als bedeutender Beitrag zur queeren Filmgeschichte angesehen und festigte Jenni Olsons Ruf als visionäre Filmemacherin und Aktivistin.

## Einfluss und Vermächtnis
Über den Film hinaus engagierte sich Jenni Olson für die Suizidprävention an der Golden Gate Bridge und schloss sich einer breiteren Bewegung an, die sich für Sicherheitsmaßnahmen zur Verhinderung von Suiziden auf der Brücke einsetzte. Ihr Film wird häufig in Diskussionen über psychische Gesundheit und queere Identität zitiert und bleibt ein einflussreiches Werk im Bereich des Experimentalfilms.